# Tramwaje w aglomeracji Lille

Schemat linii tramwajowych i metra w Lille

Tramwaje w aglomeracji Lille − system komunikacji tramwajowej działający we francuskich miastach Lille, Roubaix i Tourcoing.

## Historia
Pierwsze tramwaje w Lille uruchomiono w 1874, były to tramwaje konne. Od 1897 zaczęto elektryfikować linie tramwajów konnych. W 1909 zbudowano podmiejskie linie do Tourcoing i do Roubaix. Obie linie zbudował Alfred Mongy. Miejską sieć tramwajową w Lille zlikwidowano w latach 50. XX w. W czasie rozbudowy metra liniom do Tourcoing i do Roubaix groziła likwidacja, jednak ich nie zamknięto. W 1983 zbudowano podziemny przystanek pod dworcem kolejowym Lille-Flandres, który zastąpił dotychczasowy przed operą. Obie linie zamknięto w 1991, z powodu przeprowadzenia niezbędnego remontu zużytej infrastruktury. Ponowne otwarcie linii nastąpiło 5 maja 1994. Obie linie mają wąskotorowy rozstaw toru (1000 mm).
System tramwajowy w aglomeracji Lille był jednym z trzech systemów w całej Francji, którego nie zlikwidowano. 

## Linie
W Lille istnieją dwie linie tramwajowe:
- T: Gare Lille Flandres − Tourcoing-Centre (długość 11,5 km)
- R: Gare Lille Flandres − Roubaix-Eurotéléport (długość 10,9 km)

## Tabor
Do obsługi zmodernizowanych linii zakupiono w AnsaldoBreda 23 czteroczłonowe tramwaje. Każdy tramwaj jest dwukierunkowy, dwustronny i całkowicie niskopodłogowy. 

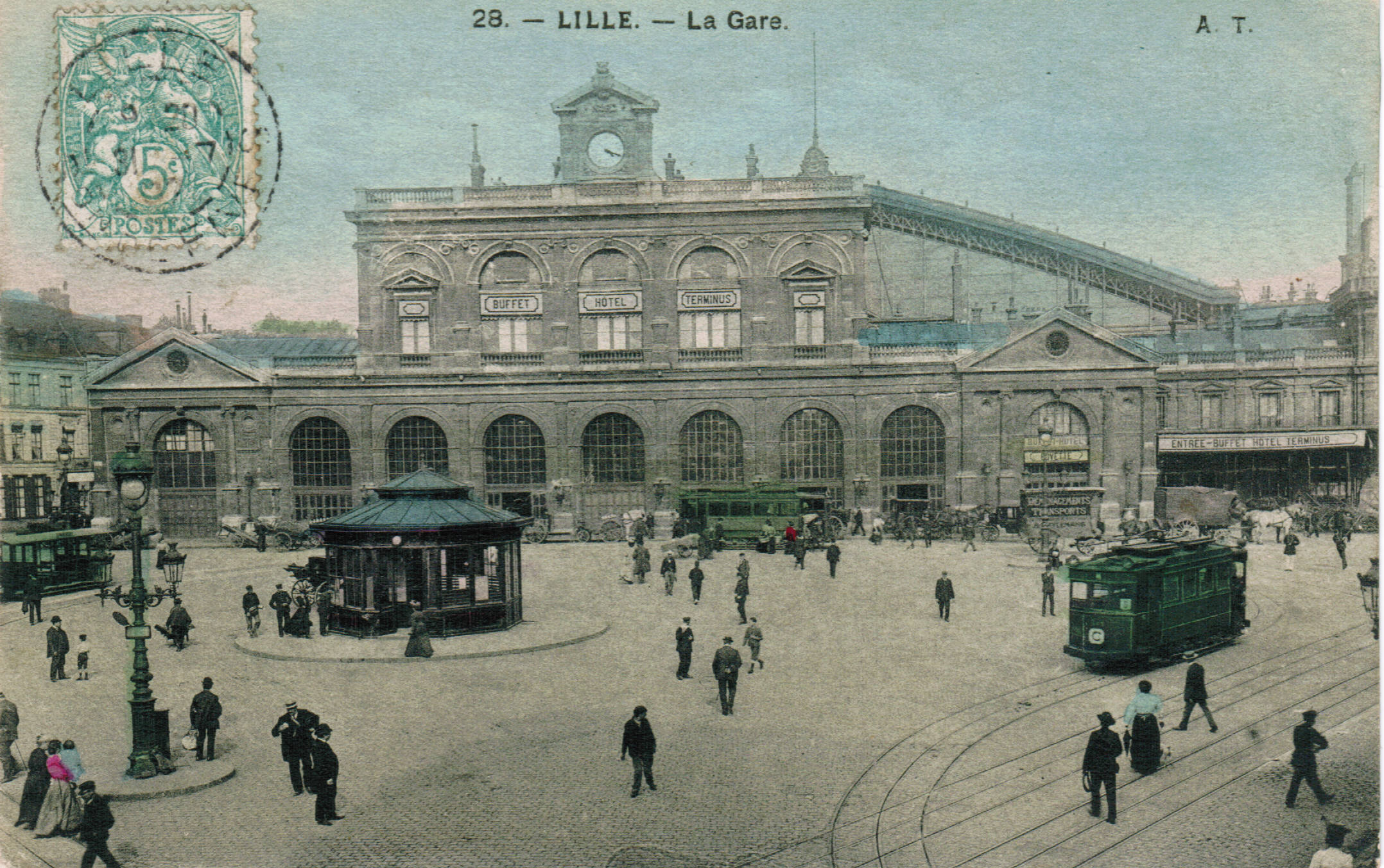
Tramwaje przed dworcem kolejowym w Lille w 1907
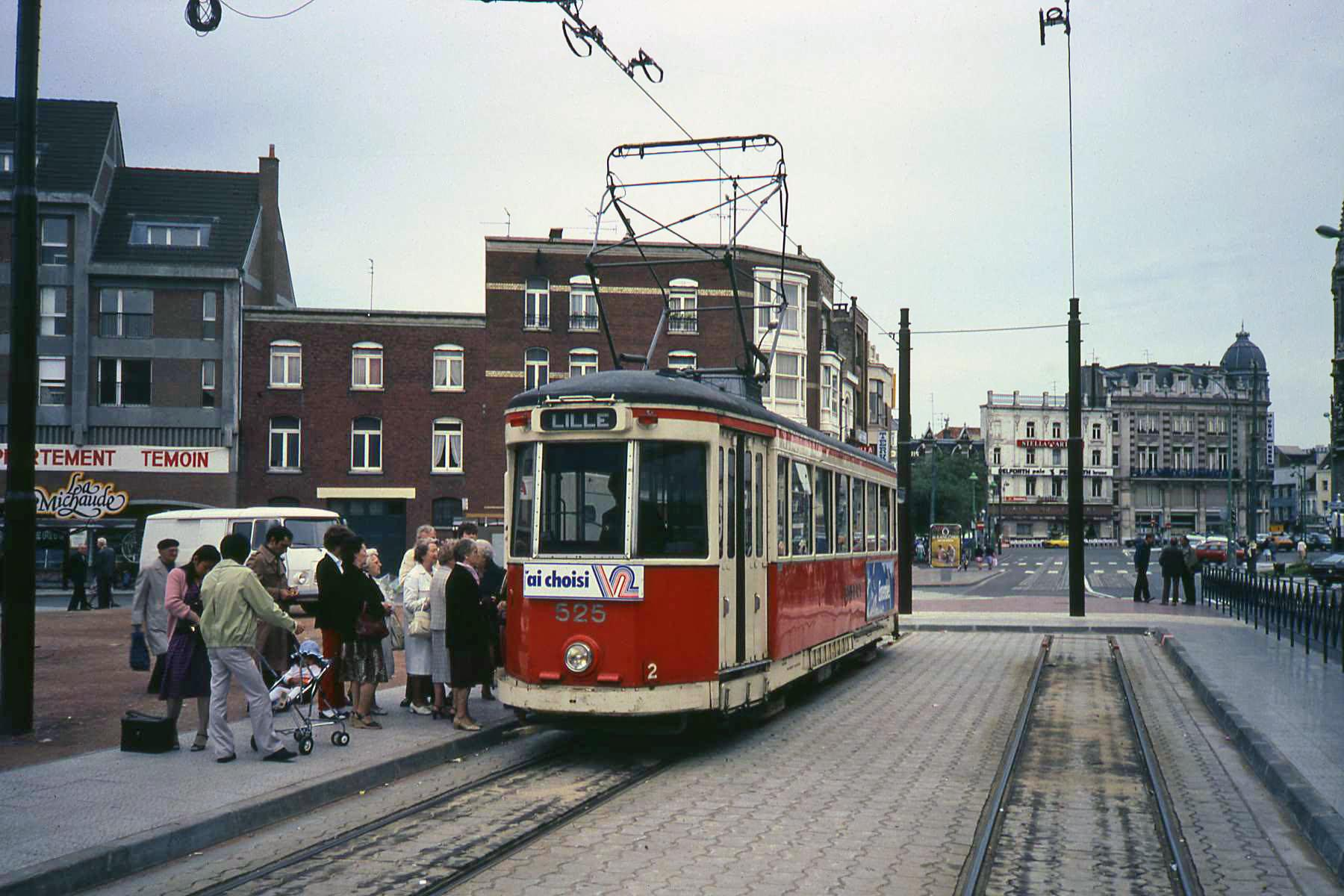
Tramwaj na końcówce w Tourcoing w 1982
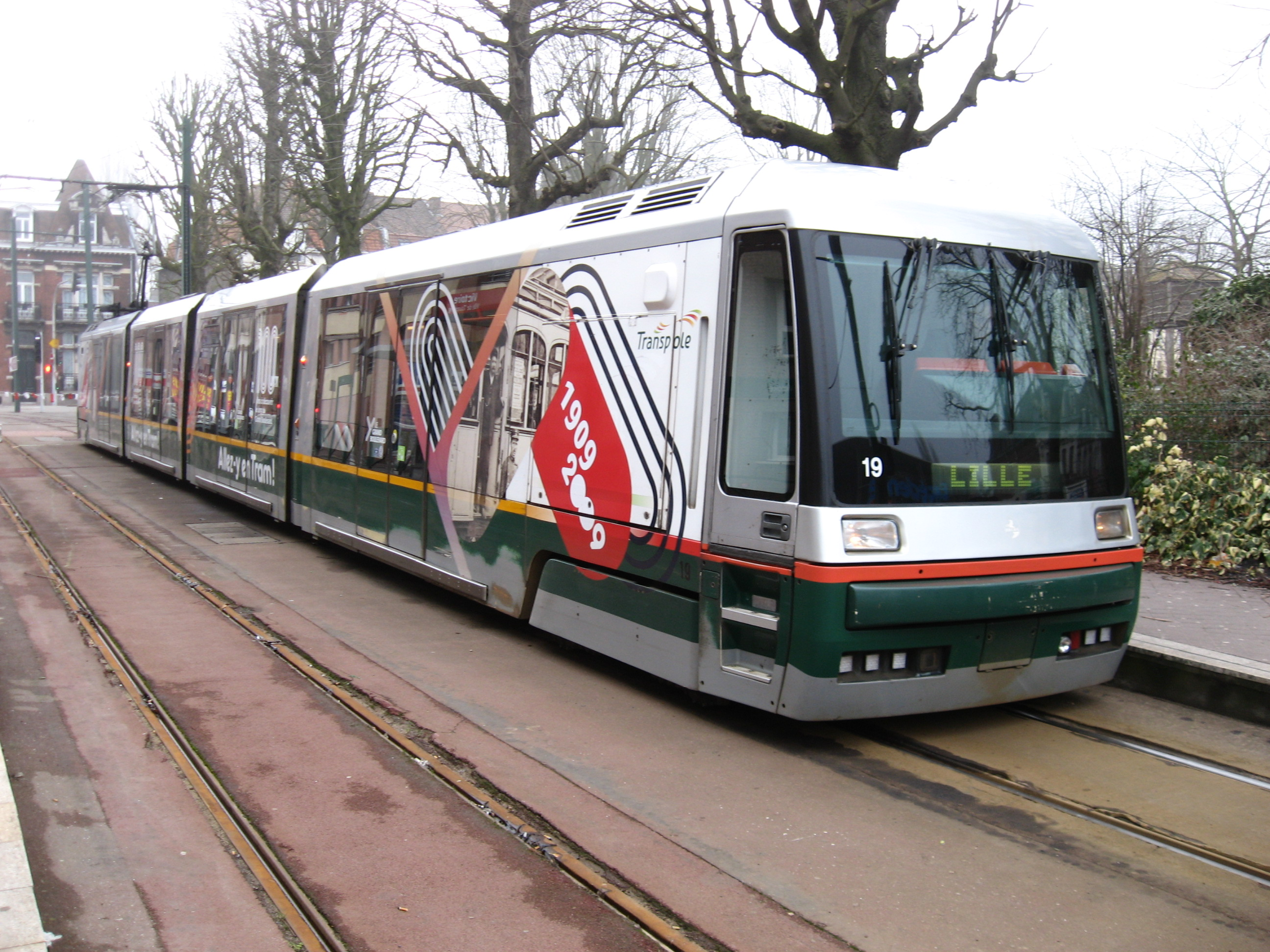
Tramwaj produkcji AnsaldoBreda
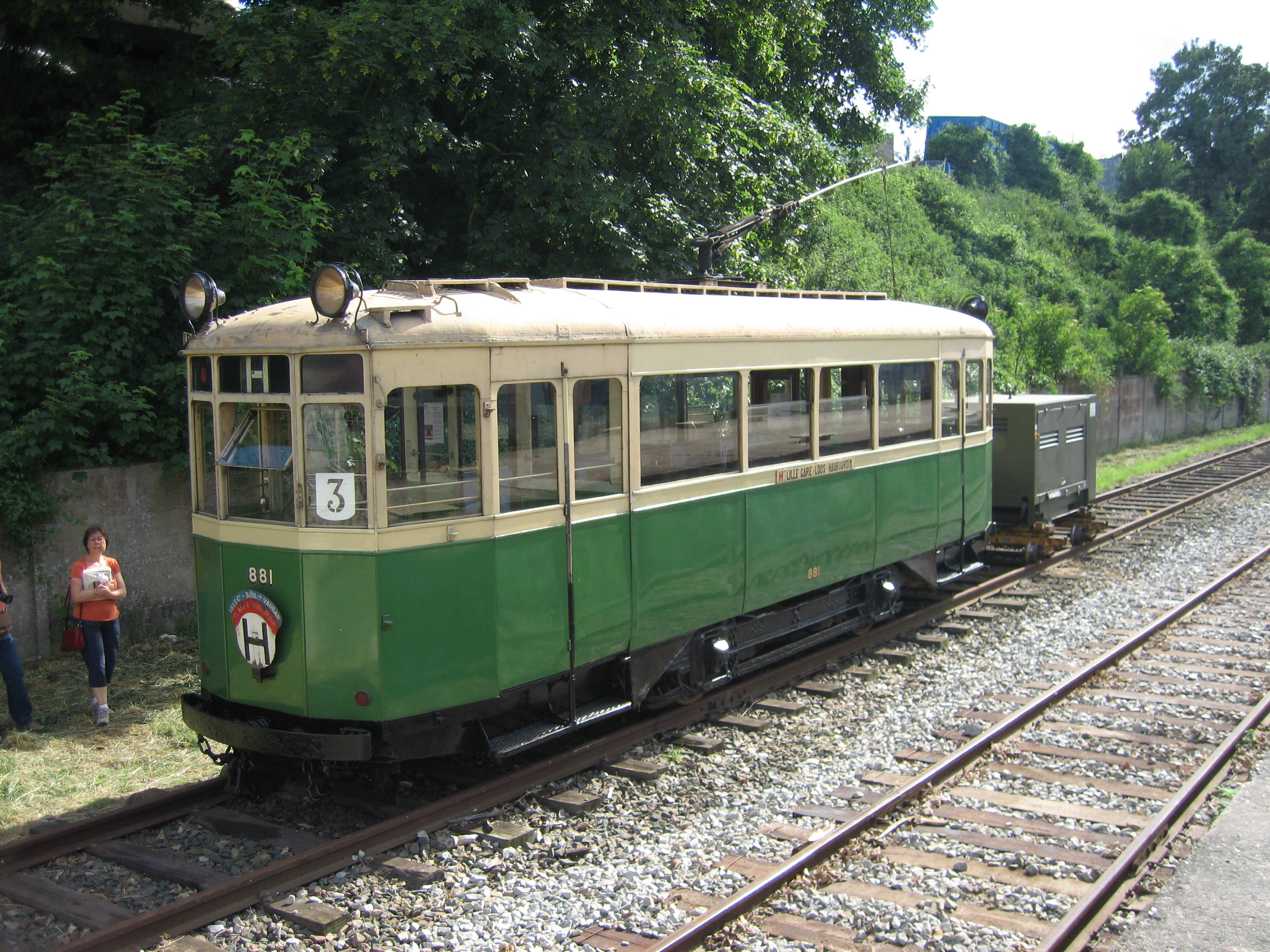
Historyczny tramwaj pochodzący z Lille